# Lerberget

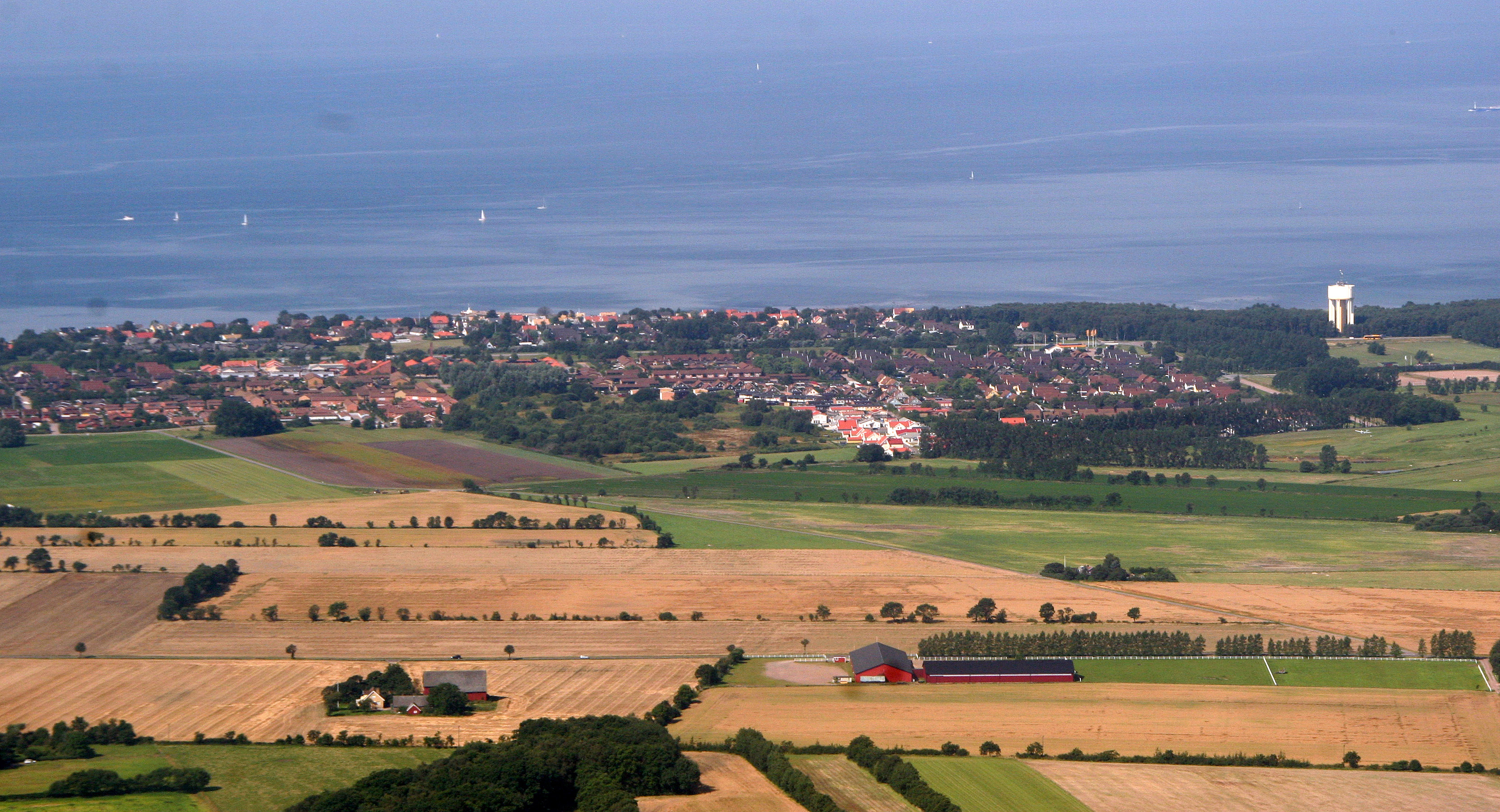
Lerberget vid Öresund

Lerberget är ett tidigare fiskeläge i Väsby socken, Skåne, i den södra delen av tätorten Höganäs i Höganäs kommun med cirka 2 700 invånare. Lerberget är beläget där Öresund möter Kattegatt. Orten var ursprungligen ett fiskeläge och namnet antas komma från en lerkulle nära hamnen, vars historia är väldokumenterad sedan 1700-talet och visas i ett museum. Hamnen är bland annat bas för Lerbergets Segelsällskap och har cirka hundra båtplatser. Djupet i inseglingsrännan varierar.
Genom orten går väg 111 mellan Helsingborg och Höganäs. Väster om vägen ligger den ursprungliga orten med hamnen och Gamla Lerberget med äldre hus. Byn har kompletterats med modern villabebyggelse från tidigt 1970-tal såväl öster som väster om väg 111. Lerbergets kyrka invigdes 1982. 